# أندريه هيزز
أندريه هازس ( 1951 - 2004 )، هو مغني شعبي هولندي شهير منذ أواخر السبعينيات من القرن العشرين، يُعتبر واحدا من أنجح الفنانين في هولندا وبلجيكا الفلامانكية. ميز ادى اغاني عاطفية بلغة شعبية بسيطة.
توفي يوم 23 سبتمبر 2004 في مدينة فوردن بسبب قصور في القلب.

## وصلات خارجية
- أندريه هيزز على موقع IMDb (الإنجليزية)
- أندريه هيزز على موقع ميوزك برينز (الإنجليزية)
- أندريه هيزز على موقع أول ميوزيك (الإنجليزية)
- أندريه هيزز على موقع ديسكوغز (الإنجليزية)
- أندريه هيزز على موقع قاعدة بيانات الفيلم (الإنجليزية)

- هولاند تغني بالضباب - stage-entertainment.nl
- أندريه هيز - muziekencyclopedie.nl
- سيرة السيرة الذاتية قاموس هولندا - historyici.nl